# Pema Dechen Gorap
Pour les articles homonymes, voir Dechen.
Pema Dechen Gorap est une femme politique et journaliste tibétaine née au Tibet, élevée et éduquée en Inde et vivant aux États-Unis.

## Biographie
Enfant, Pema Dechen s'est enfui du Tibet en 1959 avec ses parents.
Elle a servi la communauté de réfugiés tibétains en Inde pendant 23 ans de 1973 à 1996.
Elle fut enseignante à la Tibetan Homes Foundation et puis au Villages d'enfants tibétains à Dharamsala pendant plus de dix ans. Elle fut membre du Congrès de la jeunesse tibétaine dans ses années de formation à Bangalore et à Mussoorie. Elle a siégé au conseil d'administration de l'Association des femmes tibétaines en exil pendant deux mandats (8 ans) puis en tant que vice-présidente et présidente par intérim.
Elle a été élue en 1991 au Parlement tibétain en exil et y a siégé cinq ans. Elle a également été Secrétaire général / Directeur, Tibetan Homes Foundation, Mussoorie où elle fut nommée par le Dalaï Lama.
Elle a immigré aux États-Unis fin 1996, et fut présidente de l'Association tibétaine du Colorado et  Directeur exécutif des Amis du Tibet Colorado. En 1998, elle s'est installé dans la région de Washington, DC et a été élu présidente de l'Association de la capitale tibétaine. Durant son mandat en tant que présidente, elle a travaillé en étroite collaboration avec le Conservancy for Tibetan Art and Culture et la Smithsonian Institution sur l'édition 2000 du Folklife Festival sur la culture tibétaine (Au-delà du Pays des Neiges). Elle a été membre du comité organisateur du Kalachakra pour la paix mondiale qui s'est tenue en 2011 à Washington, DC
Actuellement, elle travaille en tant que journaliste tibétaine à Voice of America (VoA)  et dirige Partners for Tibetan Education.